# Ralph Hansch
Ralph Lawrence Hansch (* 20. Mai 1924 in Edmonton, Alberta; † 29. Februar 2008) war ein kanadischer Eishockeytorwart. Bei den Olympischen Winterspielen 1952 gewann er als Mitglied der kanadischen Nationalmannschaft die Goldmedaille.

## Karriere
Ralph Hansch spielte während seiner Karriere als Eishockeytorwart unter anderem für die Edmonton Flyers und Camrose Maroons. Mit den Edmonton Mercurys, zu denen er erst wenige Monate vor Turnierbeginn stieß, repräsentierte er 1952 Kanada bei den Olympischen Winterspielen. Im Anschluss an die Winterspiele beendete er seine Eishockeykarriere und wurde Feuerwehrmann.

### International
Für Kanada nahm Hansch an den Olympischen Winterspielen 1952 in Oslo teil, bei denen er mit seiner Mannschaft die Goldmedaille gewann. Während des Turniers trug er die Rückennummer 0 – als einziger Eishockeyspieler in der Olympiageschichte.

## Erfolge und Auszeichnungen
- 1952 Goldmedaille bei den Olympischen Winterspielen